# Arthur Moser
Arthur Moser (* 22. Dezember 1880 in Neuhausen am Rheinfall; † 14. Januar 1957 ebenda, reformiert, heimatberechtigt in Neuhausen) war ein Schweizer Politiker (FDP) und Architekt.

## Biografie
Arthur Moser wurde am 22. Dezember 1880 als Sohn des Eisendrehers Jean Moser und der Maria geborene Walter in Neuhausen am Rheinfall geboren. Nach einem abgeschlossenen Architekturstudium in Deutschland stieg Arthur Moser als Inhaber des Architekturbüros Moser zum grössten Grundbesitzer in Neuhausen auf und hatte massgeblichen Anteil an der baulichen Gestaltung des Ortes. Moser erlangte durch den Bau von Schiessanlagen mit Scheibenzügen nach dem sogenannten System Moser weltweite Bekanntheit.
Daneben entwickelte er ein grosses Engagement in verschiedenen Schützenvereinen, unter anderem als Gründer der Standschützen Randen. Von 1915 bis 1921 präsidierte er den kantonalen Schützenverein. In der Schweizer Armee wurde Moser 1928 zum Oberst befördert.
Arthur Moser, der mit Maria, der Tochter des Arztes Carl Billeter, verheiratet war, verstarb am 14. Januar 1957 wenige Tage nach Vollendung seines 76. Lebensjahres in Neuhausen.

## Politische Karriere
Arthur Moser war 1906 einer der Mitgründer der lokalen FDP. Auf Gemeindeebene fungierte Moser  zwischen 1913 und 1924 als Einwohnerrat von Neuhausen, dazu 1918 als Vizegemeindepräsident. Auf kantonaler Ebene gehörte Moser in den Jahren 1912 und 1916 beziehungsweise 1920 und 1924  dem Schaffhauser Kantonsrat an. Darüber hinaus sass er von 1922 bis 1931 im Nationalrat.